# Eva Lys
Eva Lys, née le 12 janvier 2002 à Kiev en Ukraine, est une joueuse de tennis allemande, professionnelle depuis 2021.

## Biographie
Eva Lys naît à Kiev, en Ukraine, le 12 janvier 2002. À l'âge de 2 ans, elle et sa famille emménagent à Hambourg en Allemagne. Son père, Vladimir, est un ancien joueur de tennis et membre de l'équipe ukrainienne de la Coupe Davis  et sa mère, Maria, est avocate. Sa sœur aînée, Lisa Matviyenko, est également joueuse de tennis. Elle a toujours de la famille en Ukraine et après l'invasion russe de l'Ukraine en 2022, elle se plaint du comportement « irrespectueux » de certains joueurs russes.

## Carrière professionnelle

### 2020-2022:1ertitre sur le circuit ITF et débuts sur le circuit WTA
Elle participe à l'Open d'Australie 2020 dans la catégorie junior où elle perd au premier tour après être sorti des qualifications.
En février 2020, elle remporte son premier tournoi sur le circuit ITF lors de l'ITF W25 d'Altenkirchen en battant Bibiane Schoofs (6-2, 6-4).
Eva Lys fait ses débuts en 2021 sur le circuit WTA en double lors du tournoi d'Hambourg, avec sa compatriote Noma Noha Akugue après avoir reçu une wildcard. Elles perdent lors du premier tour contre Mona Barthel et Mandy Minella (2-6, 5-7).
En octobre 2021, elle gagne son deuxième titre sur le circuit ITF lors de l'ITF W25 d'Istanbul en battant Indy de Vroome (6-3, 7-64).
En avril 2022, elle fait ses débuts sur le circuit WTA en simple lors du tournoi de Stuttgart, après avoir franchi les qualifications. Elle bat Viktorija Golubic en trois sets au premier tour (5-7, 7-5, 7-5)  avant de perdre au second tour contre la numéro 1 mondiale et future gagnante du tournoi, Iga Świątek (1-6, 1-6).
En juillet de la même année, elle atteint les huitièmes de finale lors du tournoi de tennis de Lausanne en battant notamment Katie Volynets lors des qualifications (6-1, 3-6, 6-2) puis Varvara Gracheva au premier tour (7-5, 6-4) avant de s'incliner face à Jule Niemeier (4-6, 2-6).
Elle termine l'année 2022 avec deux finales sur le circuit ITF, la première gagnée lors de l'ITF W60 de Trnava contre Anna Karolína Schmiedlová (6-2, 4-6, 6-2) et la seconde perdue lors de l'ITF W100 de Shrewsbury contre Markéta Vondroušová (5-7, 2-6).

### 2023: débuts en Grand Chelem et demi-finale en WTA 250
Eva Lys commence l'année 2023 en se qualifiant pour la première fois pour la carte principale d'un Grand Chelem lors de l'Open d'Australie 2023, malheureusement elle perd lors du premier tour face à Cristina Bucșa elle aussi sortie des qualifications (6-2, 0-6, 2-6). Elle atteint par la suite son meilleur classement sur le circuit WTA (112ème le 17 avril 2023).
Lors de l'US Open elle perd au deuxième tour face à Lucia Bronzetti (3-6, 2-6). Puis lors du Tournoi de Tennis de Chine elle est battue par Jeļena Ostapenko en trois sets au premier tour (6-2, 3-6, 2-6) après avoir éliminé Leylah Fernandez au premier tour des qualifications (6-4, 6-3) et Cristina Bucșa au second (6-2, 6-1).
Elle termine son année 2023 en beauté lors du Tournoi de tennis de Cluj où elle perd en demi-finale contre la future gagnante Tamara Korpatsch (4-6, 3-6) et en battant notamment chez elle, la tête de série n°1 Sorana Cirstea (6-3, 6-3) lors du premier tour.

### 2025: beau parcours à l'Open d'Australie
Début 2025, Eva Lys passe 3 tours à l'Open d'Australie après avoir intégré le grand tableau en tant que lucky loser, remportant son premier match à Melbourne contre la locale qualifiée Kimberly Birrell (6-2, 6-2), la Française Varvara Gracheva (6-2, 3-6, 6-4) et la Roumaine Jaqueline Cristian (4-6, 6-3, 6-3). Elle est éliminée sèchement en huitième de finale par la N°2 mondiale Iga Świątek (0-6, 1-6). 

## Parcours en Grand Chelem

### En simple dames
| Année | Open d'Australie | Open d'Australie | Internationaux de France | Internationaux de France | Wimbledon       | Wimbledon             | US Open         | US Open            |
| ----- | ---------------- | ---------------- | ------------------------ | ------------------------ | --------------- | --------------------- | --------------- | ------------------ |
| 2022  | —                | —                | —                        | —                        | Q1              | Déspina Papamichaíl   | Q3              | Catherine Harrison |
| 2023  | 1er tour (1/64)  | Cristina Bucșa   | Q1                       | Carolina Alves           | Q2              | Marina Bassols Ribera | 2e tour (1/32)  | Lucia Bronzetti    |
| 2024  | Q3               | Leolia Jeanjean  | 1er tour (1/64)          | Caroline Garcia          | 1er tour (1/64) | Clara Burel           | 1er tour (1/64) | Marie Bouzková     |
| 2025  | 1/8 de finale    | Iga Świątek      | 2e tour (1/32)           | Victoria Mboko           | 2e tour (1/32)  | Linda Nosková         |                 |                    |

N.B. : à droite du résultat se trouve le nom de l'ultime adversaire.

### En double dames
| 2025 | — | — | 1er tour (1/32) T. Maria \|\| style="text-align:left;" \| U. Eikeri E. Hozumi | 1er tour (1/32) A. Eala \|\| style="text-align:left;" \| Q. Gleason I. Gamarra Martins |  |  |

N.B. : le nom de la partenaire se trouve sous le résultat ; les noms des ultimes adversaires se trouvent à droite.

## Parcours en WTA 1000
Les tournois WTA « Premier Mandatory » et « Premier 5 » (entre 2009 et 2020) et WTA 1000 (à partir de 2021) constituent les catégories d'épreuves les plus prestigieuses, après les quatre levées du Grand Chelem. 

De 2009 à 2023, les tournois Premier Mandatory (dits tournois WTA 1000 obligatoires entre 2021 et 2023) regroupent Indian Wells, Miami, Madrid et Pékin, les autres constituant les tournois Premier 5 (tournois WTA 1000 non-obligatoires). À partir de 2024, le nombre de tournois WTA 1000 passe à 10 par saison (fin de l’alternance Doha / Dubaï), ces derniers devenant tous obligatoires et offrant tous 1000 points à la vainqueure (contre 900 points précédemment pour les tournois Premier 5).

### En simple dames
| Année |       |              |                           |                            |      |                          |                            |                           |                        |       |  |  |
| Doha  | Dubaï | Indian Wells | Miami                     | Madrid                     | Rome | Canada                   | Cincinnati                 | Pékin                     | Wuhan                  | Wuhan |  |  |
| Doha  | Dubaï | Indian Wells | Miami                     | Madrid                     | Rome | Canada                   | Cincinnati                 | Pékin                     | Wuhan                  | Wuhan |  |  |
| Doha  | Dubaï | Indian Wells | Miami                     | Madrid                     | Rome | Canada                   | Cincinnati                 | Pékin                     | Wuhan                  | Wuhan |  |  |
| 2025  |       |              | 2e tour (1/16) J. Paolini | 2e tour (1/32) C. Dolehide |      | 2e tour (1/32) J. Pegula | 2e tour (1/32) E. Rybakina | 3e tour (1/16) I. Świątek | 2e tour (1/32) M. Keys |       |  |  |

Sous le résultat, l’ultime adversaire.
1. 1 2   Les tournois de Doha et Dubaï alternent le statut de tournoi WTA 1000 (ex Premier 5) entre 2009 et 2023 : les trois premières éditions ont lieu à Dubaï, les trois suivantes à Doha, puis Dubaï accueille le tournoi de cette catégorie les années impaires et Dubaï les années paires. De 2011 à 2023, la ville qui n’accueille pas de WTA 1000 organise à la place un tournoi WTA 500 (ex Premier).
2. 1 2 3 4 5 6   L’ordre de déroulement des tournois a évolué depuis 2009 : Rome se dispute avant Madrid et Cincinnati avant Montréal/Toronto jusqu’en 2010, tandis que Tokyo (2009-2013)-Wuhan (2014-2019, 2024-)-Guadalajara (2022-2023) ont lieu avant Pékin jusqu’en 2023.

## Classements WTA en fin de saison
| Année          | 2019 | 2020 | 2021 | 2022 | 2023 | 2024 |
| Rang en simple | –    | 604  | 340  | 123  | 130  | 130  |
| Rang en double | 1161 | 1223 | –    | 777  | –    | –    |

Source : (en) Classements de Eva Lys sur le site officiel de la Fédération internationale de tennis